# Шістнадцятирічні
«Шістнадцятирічні» («Šešiolikmečiai») — радянський трисерійний телефільм 1986 року, знятий режисером Раймундасом Баніонісом на Литовській кіностудії.

## Сюжет
Телесеріал. Соціально-пригодницький фільм про покоління 1930-х років, про хлопців, яких війна та повоєнна класова боротьба надто рано позбавили дитинства, змусивши взяти на свої плечі непосильну ношу проблем дорослого світу.
Дія першої серії відбувається у довоєнному Каунасі. Десятирічні хлопчаки живуть турботами свого дитячого світу. Команда сина робітника, Лаурінаса, захищає сад — місце, де вони грають і тренуються — від зазіхань компанії сина судді, Вісбараса.
У другій серії дія відбувається у 1943 році. Війна безжально швидко перетворила хлопців на маленьких чоловіків, які активно допомагають дорослим у їх боротьбі з німцями. Головний герой фільму, Лаурінас, зі своїм близьким другом Лодою виконують різні доручення партизанів і допомагають ув'язненому батькові Лаурінаса підготуватися до втечі.
Місце дії третьої серії — післявоєнний Каунас. Вчорашні хлопчики перетворилися на шістнадцятирічних підлітків. Вони змужніли, але ще ходять до школи. Якось хлопцям дають важливе доручення — вони мають допомогти схопити банду злочинців, які грабують місцевих жителів. Під час переслідування від рук бандитів гине Лода, і тепер Лаурінас має помститися за друга.

## У ролях
- Шарунас Бартас — Лаурінас Петроніс
- Стасіс Лінда — Лаурінас в дитинстві
- Андрюс Бялобжескіс — Вітаутас Лода
- Аудрюс Рімкус — Лода в дитинстві
- Аудрюс Кайріс — Раполас Куртінайтіс
- Саулюс Руткаускас — Раполас в дитинстві
- Рітіс Паулаускас — Відмичка
- Кястутіс Даугірдас — Відмичка в дитинстві
- Тадас Діліс — Вітаутас Дапкус (Нитик)
- Саулюс Шуманас — Дапкус (Нитик) в дитинстві
- Лінас Печюра — Вітаутас Візбарас
- Саулюс Репечка — Візбарас в дитинстві
- Аурімас Бабкаускас — батько Лаурінаса
- Алдона Янушаускайте — мати Лаурінаса
- Лоліта Мартіноніте — Яніна, сестра Лаурінаса
- Вальдас Ятаутіс — Антанас Драугяліс, вчитель
- Лінас Паугіс — Повілас Ясайтіс
- Ілона Бальсіте — Онуте
- Йонас Пакуліс — батько Візбараса, суддя
- Вітаутас Гріголіс — директор гімназії
- Антанас Барчас — фабричний працівник
- В. Беляускас — епізод
- Ернестас Белявічюс — епізод
- Р. Білюнайте — епізод
- Д. Буткуте — епізод
- А. Грабаускас — епізод
- Альфредас Дукшта — епізод
- Гедимінас Карка — шкільний сторож
- М. Каваляускас — епізод
- Р. Лукас — епізод
- Р. Маркоченко — Альгіс
- Р. Маркоченко — Вітаутас
- Г. Мащинскас — епізод
- Лаймонас Нарбутас — епізод
- С. Орентас — епізод
- Едгарас Савіцкс — епізод
- Гражина Урбонавічюте — епізод
- Ромуалдас Урвініс — батько Відмички
- А. Улявічюте — епізод
- А. Ференсайте — епізод
- А. Чюкшис — епізод
- І. Циценайте — епізод
- З. Шкудайте — епізод
- Л. Юшкайте — епізод
- Л. Янушите — епізод
- В. Балюконіс — епізод
- Мартінас Будрайтіс — гімназист
- Вікторас Валашинас — партизан
- А. Віткаускас — епізод
- Томас Хадаравічюс — Вітас
- Д. Капочяускас — епізод
- Альбінас Келяріс — фізкультурник
- Едуардас Кунавічюс — знайомий батька Лаурінаса
- Альгірдас Лапенас — епізод
- Альгімантас Мажуоліс — дядько Пранас
- П. Нарвідас — епізод
- Вітаутас Паукште — вчитель латинської мови
- Альгірдас Паулавічюс — агент таємної поліції
- Томас Паура — епізод
- Дайнюс Свобонас — епізод
- Гражина Урбонайте — дружина дядька Пранаса
- Хенріка Хокушайте — нічна сиділка у шпиталі
- Еугенія Шулгайте — мати Повіласа Ясайтіса
- Фелікс Ейнас — човняр
- Вітаутас Ейдукайтіс — чоловік, якого Лаурінас переправляє на інший берег
- Рамунас Жилакаускас — секретар сільської комсомольської організації
- Рімас Моркунас — Арнас
- Вілюс Пятраускас — чоловік, що шукає квартиру Василяускасов
- Вільгельмас Вайчекаускас — Дапкус, поліцейський, батько Нитика
- Сігітас Рачкіс — поліцейський
- Еймутіс Бразюліс — агент тайної поліції
- Юхим Брантман — хлочик у кінотеатрі

## Знімальна група
- Режисер — Раймундас Баніоніс
- Сценарист — Вітаутас Петкявічюс
- Оператор — Йонас Томашявічюс
- Композитор — Фаустас Латенас
- Художник — Галюс Клічюс